# Bárbara de Regil
Bárbara de Regil  (Ciudad de México, 5 de junio de 1987) es una actriz de cine y televisión mexicana. Debutó en la televisión en la telenovela Bajo el alma, y se dio a conocer mundialmente con su personaje de Rosario en la adaptación mexicana de la serie original colombiana Rosario Tijeras.

## Biografía
De Regil nació el 5 de junio de 1987 en la Ciudad de México. Comenzó a participar en televisión en el 2009 en el reality mexicano New Generation Telehit en donde se buscaba a la nueva productora del canal de videos musicales.
Dos años después de participar en el reality, hizo su debut en la telenovela de 2011 Bajo el alma, en donde también obtuvo su primer protagonismo junto al actor chileno Matías Novoa. Esa telenovela fue donde De Regil obtuvo su primera oportunidad profesional.
De Regil ha sido mundialmente conocida por su papel de María del Rosario López Ramos en la telenovela mexicana Rosario Tijeras, transmitida en Azteca Trece y también en Azteca Siete. La telenovela contiene cuatro temporadas. La primera temporada fue estrenada el 31 de octubre de 2016 y finalizada el 30 de enero de 2017. En la temporada Bárbara compartió su protagonismo junto al actor José María de Tavira, como también en la segunda temporada estrenada el 27 de agosto de 2018 en Azteca Siete. La tercera y última temporada fue estrenada el 25 de agosto de 2019 y finalizada el 14 de diciembre del mismo año. En la tercera temporada, De Regil compartió su protagonismo con el actor colombiano Sebastian Martínez. La cuarta temporada fue estrenada el 18 de junio de 2025 en la plataforma Netflix. Compartió protagónico con Samantha Acuña que interpreta a Ruby Adolescente. 
En cine ha participado en producciones como Tiempos felices, Loca por el trabajo y Ni Tú Ni Yo.

## Vida personal
De Regil es prima del locutor y presentador mexicano Marco Antonio Regil. A la edad de 15 años, descubrió que estaba embarazada de su antiguo novio, por lo que decidió tener a su hija con él. Ya a la edad de 16 años, su hija nació con el nombre de Mar Alexa de Regil. Bárbara tuvo que darle a su hija su apellido ya que el padre de su hija la abandonó por una de sus amigas cuando apenas su hija nació. Se casó en marzo de 2017 con el abogado Fernando Schoenwald.

## Filmografía

### Películas
| Año  | Título                  | Personaje         | Notas |
| ---- | ----------------------- | ----------------- | ----- |
| 2014 | Tiempos felices         | Andrea Villalobos |       |
| 2017 | Consciencia             | Mónica            |       |
| 2018 | Ni tú ni yo             | Miranda           |       |
| 2018 | Loca por el trabajo     | Alicia            |       |
| 2020 | Rebelión de los Godinez | Tania             |       |
| 2022 | MexZombies              | Comandante Vargas |       |
| 2023 | Quiero tu vida          | Sofi del Mar      |       |
| 2025 | Vasiliy                 | Bonita            |       |

### Televisión
| Año             | Título                            | Personaje                        | Notas        |
| --------------- | --------------------------------- | -------------------------------- | ------------ |
| 2011            | Bajo el alma                      | Giovanna Negrete                 |              |
| 2012            | Amor cautivo                      | Vanessa Ledesma                  |              |
| 2013            | Secretos de familia               | Sofía Ventura Álvarez            |              |
| 2015            | Así en el barrio como en el cielo | Lucía Fernanda "Lucifer" Mercado |              |
| 2015            | El Torito                         | Ana                              | 15 episodios |
| 2016–2019, 2025 | Rosario Tijeras                   | Rosario Tijeras                  | 4 temporadas |
| 2021–2022       | Parientes a la fuerza             | Carmen Jurado                    |              |
| 2022–2023       | Cabo                              | Sofía Chávez                     |              |
| 2023            | Pacto de sangre                   | Tamara                           |              |
| 2024            | Lalola                            | Lola                             |              |
| 2025            | Mujeres asesinas                  | Raquel                           |              |

### Programas
| Año  | Título                      | Rol                     |
| ---- | --------------------------- | ----------------------- |
| 2021 | Miss Universe Colombia 2021 | Jurado                  |
| 2023 | ¿Quién es la máscara?       | Puercoespunk (Ganadora) |
| 2025 | Secretos de pareja          | Ella misma              |

## Premios y nominaciones
| Año  | Título          | Categoría               | Premio                           | Resultado |
| ---- | --------------- | ----------------------- | -------------------------------- | --------- |
| 2015 | Tiempos Felices | Mejor actriz de reparto | The Festival Pantalla de Cristal | Nominada  |
| 2020 | Ella misma      | Influencer Fitness      | Socialiteen Awards               | Ganadora  |
| 2024 | Cabo            | Mi actriz favorita      | Premios Juventud                 | Ganadora  |